# Ларин, Василий Михайлович
Василий Михайлович Ларин (20 июня 1908 года, с. Болгарка, Херсонская губерния, Российская империя — 9 марта 1957 года, Ленинград, СССР) — советский военачальник, генерал-майор (19.04.1945).

## Биография
Родился в 20 июня 1908 году в селе Болгарка, ныне во Врадиевском районе Николаевской области. Русский.

### Военная служба

#### Межвоенный период
19 сентября 1928 года поступил курсантом в Одесскую пехотную школу, после окончания которой был назначен командиром взвода в 12-й стрелковый полк 4-й стрелковой им. Германского пролетариата дивизии БВО. С декабря 1931 года командовал учебным взводом в 10-м стрелковом полку этой же дивизии. Член ВКП(б) с 1931 года. С марта 1934 года служил командиром взвода и роты курсантов в Объединенной Белорусской военной школе им. Белорусского ЦИК. В сентябре 1938 года переведен в ОрВО командиром батальона 163-го стрелкового полка 55-й стрелковой дивизии. В сентябре 1939 года на базе батальона был сформирован 607-й стрелковый полк, вошедший затем в состав 185-й стрелковой дивизии. Командовал полком до декабря, был вызван в Военную академию им. М. В. Фрунзе для окончания факультета заочного и вечернего обучения. После выпуска из академии в мае 1940 года возвратился в полк и вступил в должность помощником командира по строевой части. В августе назначен помощником начальника оперативного отдела штаба 11-го стрелкового корпуса ПрибОВО.

#### Великая Отечественная война
Начало войны встретил в прежней должности. Вместе с корпусом в составе 8-й армии Северо-Западного фронта участвовал в приграничном сражении в Латвии. В период с 23 по 25 июня его соединения и части участвовали во фронтовом контрударе по прорвавшимся соединениям 4-й танковой группы вермахта в районе Шяуляйского УРа. В дальнейшем корпус с боями отходил в направлении Риги и далее на Тарту. В июле корпус в составе Северного фронта вел тяжелые оборонительные бои в Эстонии на рубеже Пярну, Тарту. С 22 по 25 июля противнику удалось прорвать оборону советских войск, выйти к Чудскому озеру и окружить соединения корпуса, однако к 30 июля его части сумели вырваться к своим войскам и затем вели оборонительные бои на рубеже от Чудского озера до Финского залива, сдерживая наступление немецких войск вдоль нарвского шоссе. В октябре майор Ларин был назначен начальником штаба 85-й стрелковой дивизии. Её части в составе 8-й армии вели бои на рубеже реки Воронка, ст. Петергоф на ораниенбаумском плацдарме. В ноябре дивизия морским транспортом была переброшена под Ленинград на участок Усть-Тосно, где в составе 55-й армии вела оборонительные бои до конца года.
В конце декабря 1941 года майор Ларин убыл в УрВО на должность командира 128-й отдельной стрелковой бригады. Сформировал её в районе Тёплой Горы и в мае 1942 года прибыл с ней на Западный фронт. В составе 7-го гвардейского стрелкового корпуса 33-й армии, а с февраля 1943 года — 8-го гвардейского стрелкового корпуса 16-й армии участвовал в наступательных и оборонительных боях в районе Вязьмы и Жиздры. В мае 1943	года бригада перешла в 68-ю армию и была выведена в резерв Ставки ВГК в район Погорелое Городище Калининской области. Здесь на базе 126-й и 128-й отдельных стрелковых бригад полковник Ларин сформировал 199-ю стрелковую дивизию. С завершением формирования 6 июня 1943 года он был направлен на учёбу в Высшую военную академию им. К. Е. Ворошилова. После окончания ускоренного курса академии 21 января 1944 года был назначен заместителнм командира 37-го гвардейского стрелкового корпуса, формировавшегося в Москве. В июне корпус вошел в 7-ю армию Карельского фронта и участвовал в Свирско-Петрозаводской наступательной операции, в освобождении города Олонец. 9	августа корпус был выведен в резерв Ставки ВГК и переброшен в район города Могилёв, где переформирован в 37-й гвардейский воздушно-десантный. 10 ноября 1944 года полковник Ларин назначен командиром 98-й гвардейской воздушно-десантной Свирской дивизии. С 30 декабря 1944 года по 5 января 1945 года дивизия и корпус вновь были переформированы в стрелковые и включены в состав 9-й гвардейской армии. С 12 января по 17 февраля дивизия передислоцирована в Венгрию (район Надьката в 56 км восточнее Будапешта). С 20 марта её части в составе 2-го Украинского фронта перешли в наступление и участвовали в Венской наступательной операции. В ходе её были взяты города Веспрем, Сомбатель (Сомбатхей), Шарвар. За образцовое выполнение заданий командования в боях при овладении городами Папа, Девечер дивизия была награждена орденом Красного Знамени. 10.05.1945 передовые подразделения дивизии соединились с союзными американскими войсками (26-я пехотная дивизия 3-й армии США) в районе городов Пильзень и Градец-Кралев в Чехословакии.
За время войны комдив Ларин был пять раз персонально упомянут в благодарственных в приказах Верховного Главнокомандующего.

#### Послевоенное время

Могила Ларина на Богословском кладбище Санкт-Петербурга.

После войны генерал-майор Ларин продолжал командовать дивизией в ЮГВ. В январе 1946 года она была передислоцирована в город Муром, где в июне переформирована в 98-ю гвардейскую воздушно-десантную. В июле дивизия в составе 37-го гвардейского воздушно-десантного Свирского Краснознаменного корпуса убыла в Приморский ВО, а в ноябре Ларин был командирован на учёбу в Высшую военную академию им. К. Е. Ворошилова. 22 декабря 1948 года окончил академию и в феврале 1949 года был назначен командиром 11-й гвардейской воздушно-десантной дивизии 38-го гвардейского воздушно-десантного Венского корпуса Отдельной гвардейской воздушно-десантной армии. С января 1953 года командовал 8-й гвардейской стрелковой дивизией им. Героя Советского Союза генерал-майора И. В. Панфилова, с ноября 1955 года был начальником окружных объединённых курсов усовершенствования офицерского состава ЛВО. 8 января 1957 генерал-майор Ларин уволен в отставку.
Скончался 9 марта 1957 года, похоронен на Богословском кладбище в Санкт-Петербурге.

## Награды
СССР
- орден Ленина (03.11.1953)[5]
- три ордена Красного Знамени (30.03.1943[6], 23.07.1944[7], 20.06.1949[5])
- орден Суворова II степени (28.04.1945)[8]
- орден Красной Звезды (03.11.1944)[5]
  -     - медали в том числе:

  - «За оборону Ленинграда»
  - «За Победу над Германией в Великой Отечественной войне 1941—1945 гг.»
  - «За взятие Будапешта»
  - «За взятие Вены»

Приказы (благодарности) Верховного Главнокомандующего в которых отмечен В. М. Ларин.
- За прорыв сильно укрепленной обороны противника юго-западнее Будапешта, продвижение вперед до 40 километров, и овладение штурмом городами Секешфехервар и Бичке — крупными узлами коммуникаций и важными опорным пунктами обороны противника, отрезав тем самым основные пути отхода на запад будапештской группировки немецко-венгерских войск. 24 декабря 1944 года № 218.
- За овладение городами Папа и Девечер — крупными уздами дорог и сильными опорными пунктами обороны немцев, прикрывающими пути к границам Австрии. 26 марта 1945 года. № 311.
- За форсирование реки Раба и овладение городами Чорно и Шарвар — важными узлами железных дорог — сильными опорными пунктами обороны немцев, прикрывающими пути к границам Австрии. 28 марта 1945 года. № 314.
- За овладение городами и важными узлами дорог Сомбатель, Капувар, захват города Кесег, и выход на австрийскую границу. 29 марта 1945 года. № 316.
- За овладение на территории Австрии промышленным городом и крупным железнодорожным узлом Винер-Нойштадт и городами Эйзенштадт, Неункирхен, Глоггнитц — важными опорными пунктами обороны немцев на подступах к Вене. 3 апреля 1945 года. № 328.

Других государств
- орден «Легион почёта»[9] (США, 1945)